# Kladruby (ort i Tjeckien, Plzeň, Okres Tachov)
Kladruby är en stad i Tjeckien.   Den ligger i distriktet Okres Tachov och regionen Plzeň, i den västra delen av landet, 110 km väster om huvudstaden Prag. Kladruby ligger 411 meter över havet och antalet invånare är 1 419.
Terrängen runt Kladruby är huvudsakligen platt. Kladruby ligger nere i en dal. Runt Kladruby är det glesbefolkat, med 19 invånare per kvadratkilometer. Närmaste större samhälle är Stříbro, 4,6 km norr om Kladruby. Trakten runt Kladruby består till största delen av jordbruksmark.